# تپه میند سیلوه ۴
تپه میند سیلوه ۴ مربوط به دوره ساسانیان است و در شهرستان پیرانشهر، بخش لاجان، دهستان لاهیجان غربی، روستای سیلوه واقع شده و این اثر در تاریخ ۲۵ آبان ۱۳۸۷ با شمارهٔ ثبت ۲۳۴۷۸ به‌عنوان یکی از آثار ملی ایران به ثبت رسیده است.